# تمجيد المجوس للطفل يسوع

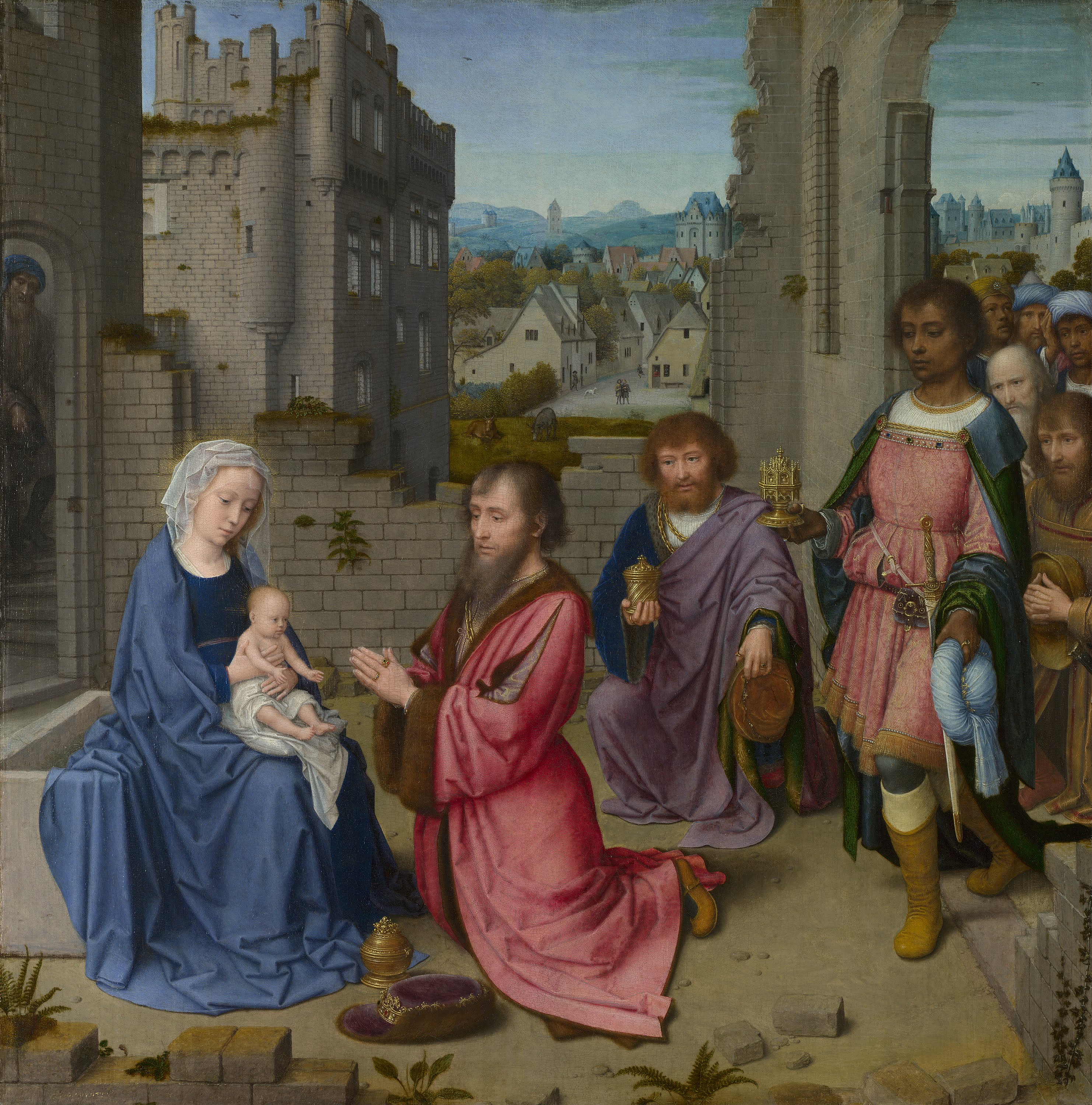
لوحة «عشق الملوك» (1515–1523) بريشة جيرارد ديفيد. موجودة الآن في المعرض الوطني بلندن.

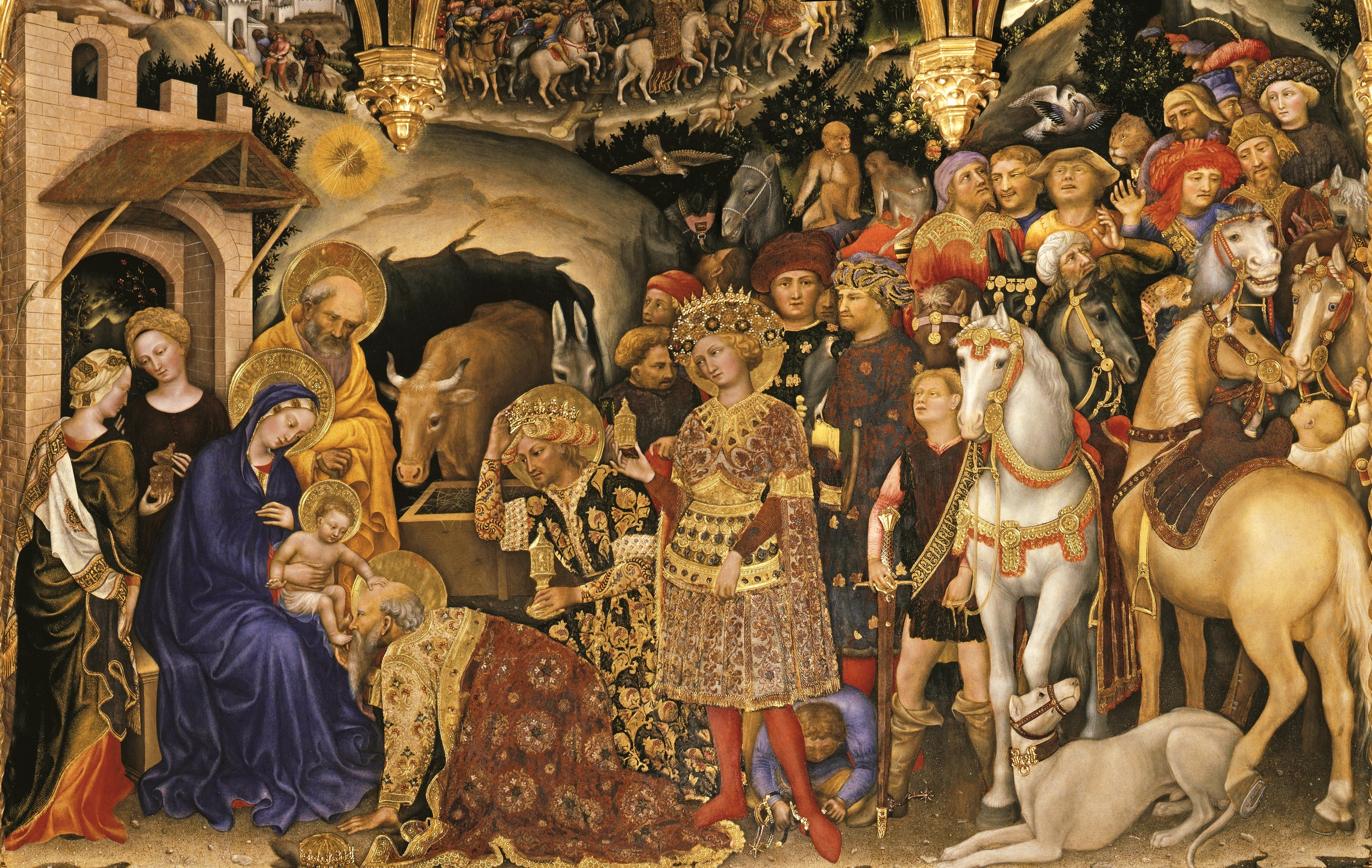
لوحة «عشق المجوش» بريشة جنتيلي دا فابريانو (1423)

تمجبد المجوس للطفل يسوع أو تمجبد الملوك للطفل يسوع، هو الاسم المعطى تقليدياً لموضوع ميلاد يسوع في الفن، الذي يظهر فيه المجوس الثلاثة كملوك، خاصة في الغرب. وجدوا يسوع عن طريق اتباع نجم، ووضعوا الهدايا أمامه من الذهب واللبان والمر. رويت هذه القصة في إنجيل متى (2:11) «وَأَتَوْا إِلَى الْبَيْتِ، وَرَأَوْا الصَّبِيَّ مَعَ مَرْيَمَ أُمِّهِ. فَخَرُّوا وَسَجَدُوا لَهُ. ثُمَّ فَتَحُوا كُنُوزَهُمْ وَقَدَّمُوا لَهُ هَدَايَا: ذَهَبًا وَلُبَانًا وَمُرًّا ثُمَّ إِذْ أُوحِيَ إِلَيْهِمْ فِي حُلْمٍ أَنْ لاَ يَرْجِعُوا إِلَى هِيرُودُسَ، انْصَرَفُوا فِي طَرِيق أُخْرَى إِلَى كُورَتِهِمْ..».
وسّعت الأيقونات المسيحية الرواية المجردة إلى حد كبير في الفصل الثاني من إنجيل متى (2:1-22) واستُخدمت للتأكيد على أن يسوع اعتُرف به منذ طفولته كملك الأرض. غالباً ما كان المشهد يستخدم لتمثيل ولادة يسوع، وهو إحدى أكثر الحلقات التي لا غنى عنها في حياة مريم العذراء ويسوع.
في التقويم الكنسي، يُحتفل بذلك الحدث في المسيحية الغربية باعتباره عيد الغطاس (6 يناير). وتحتفل الكنيسة الأرثوذكسية بتجربة المجوس في عيد الميلاد (25 ديسمبر). تُرجم المصطلح إلى الإنجليزية من عنوان النسخة اللاتينية للإنجيل اللاتيني لهذا المقطع إلى A Magis adoratur.

## تاريخ التصوير
في الرسوم المبكرة، يظهر المجوس بلباس فارسي متكون من بنطال وقبعات فريجية، التي تكون عادة على الجانب. والتي تتماشى مع الهدايا المقدمة أمامهم. تتأقلم هذه الصور مع الأشكال المتأخرة للبرابرة التي تقدم إلى الإمبراطور مع أكاليل ذهبية، كما يعلقون بصور حاملي الجزية من مختلف الثقافات الشرقية والبحر المتوسط التي ترجع إلى عدة قرون.
في اللوحات المبكرة مثل اللوحات من سراديب الموتى ونقوش التوابيت التي تعود إلى القرن الرابع، شوهدت التيجان لأول مرة في القرن العاشر في الغرب، عندما فقدت الملابس النكهة الشرقية في ذلك الوقت. يضم التصوير البيزنطي المعياري رحلة وصول المجوس في الواجهة ولكن مع عدم تقديمهم هداياهم، وحتى فترة ما بعد البيزنطية، عندما تكيف التصوير الغربي على نمط الرموز. لاحقًا، ظهرت الصور البيزنطية على شكل صناديق صغيرة الحجم تشبه القبعات، حيث شُكك بأهميتها.
يظهر المجوس بنفس العمر عادة حتى هذه الفترة، وبعد ذلك قدمت فكرة تصوير الأعمار الثلاثة للإنسان؛ عُرض مثال جميل بشكل خاص على واجهة كاتدرائية أورفيتو. أحيانًا من القرن الثاني عشر وعادة في شمال أوروبا من القرن الخامس عشر، صُنع المجوس أيضًا لكي يمثلوا الأجزاء الثلاثة المعروفة في العالم. إذ يُعرف بلتازار كشابّ أفريقي أو موريّ. ويمنح غاسبار الكبير ميزات شرقية، أو بالأحرى لباسًا شرقيًا في بعض الأحيان. ويمثل ملكيور أوروبا والبحر المتوسط. من القرن الرابع عشر وصاعداً، أعطت حاويات كبيرة تحتوي الهدايا فيها على قطع رائعة من أعمال صياغة الذهب والملابس المجوسَ أهمية متزايدة. وبحلول القرن الخامس عشر، أصبح «عشق المجوس» قطعة رائعة يمكن للفنان فيها عرض طريقة تعامله مع المشاهد المعقدة والمزدحمة التي تضم الخيول والإبل، إضافة إلى تقديم مواد أخرى متنوعة. كالحرير والفراء والمجوهرات والذهب الخاص بالملوك التي توضع على حطب الإسطبل، قشة المسيح، واللباس الكثيف ليوسف والرعاة.
يتضمن المشهد غالباً تنوعاً معقولًا من الحيونات كالثور والحمار من مشهد ميلاد يسوع الموجودين هناك، ويشمل أيضًا الخيول والجمال والكلاب وصقور الملوك وحاشيتهم وغيرها من الحيونات، كطيور العوارض الخشبية. منذ القرن الخامس عشر وما تلاه، ارتبط عشق المجوس مع عشق الرعاة في إنجيل لوقا (20-8:2)، وتعتبر فرصة لجلب المزيد من التنوع البشري والحيواني في بعض المقطوعات الموسيقية (مثل اللوحات ثلاثية الأبعاد)، يتناقض المشهدان أو يُعتبران معلقات في المشهد الرئيسي والتي تكون عادة في ميلاد يسوع.
يعد عشق المجوس في الكوخ موضوع معتاداً، ولكن وصولهم المسمى بموكب المجوس يظهر في الخلفية البعيدة لمشهد ولادة يسوع عادة في الأيقونات البيزنطية، وكموضوع منفصل مثل اللوحات الجدارية الخاصة بمصلى المجوس بواسطة بينوزو جوزولي في قصر ميديتشي ريكاردي في فلورنسا. تضم  المواضيع الأخرى رحلة المجوس، حيث يعد المجوس وحاشيتهم الشخصيات الوحيدة التي تظهر عادة بعد نجم بيت لحم، وهناك أيضًا مشاهد غير شائعة من لقائهم مع هيرودس وحلم المجوس.
إن فائدة هذا الموضوع للكنيسة والتحديات الفنية التي انطوى تمثيله عليها، جعلت من عشق المجوس موضوعًا محببًا للفن المسيحي: كالرسم بشكل رئيسي والنحت وكذلك الموسيقى (كما في أوبرات جيان كارلو مينوتي وزوار الليل). وقد ظهر الموضوع أيضًا في الزجاج المعشق. تعد نافذة «عشق المجوس» أول نافذة زجاجية ملونة صنعت في الولايات المتحدة، والتي تقع في الكنيسة المسيحية في بيلهام، نيويورك، وصُممت عام 1843 من قبل وليام جيبولتن المؤسس وابن رئيسها الأول.

## المعالجات من قبل الفنانين الفرديين
اهتم المئات من الفنانين بهذا الموضوع. وهناك قائمة جزئية من الفنانين التالية:
- عشق المجوس، فرا إنجيليكو وفيليبو ليبي، المعرض الوطني للفنون في واشنطن العاصمة.
- هيرونيموس بوش، متحف ديل برادو في مدريد.
- عشق المجوس لعام  1475 (بوتيتشيلي)، بوتيتشيلي: المعرض الوطني للفنون في واشنطن العاصمة.
- اللوح الثلاثي لحياة مريم العذراء، ديرك بوتس.
- عشق الملوك، المعرض الوطني بلندن.
- نجم بيت لحم، إدورد يورن جونز، متحف ومعرض الفنون في برمنغهام.
- عشق المجوس (أندريا ديلا روبيا)، متحف فكتوريا وألبرت.
- سانت كولومبا الترابيس، روجير فان در فايدن، وألت بيناكوثيك في ميونيخ.
- عشق الملوك (جيراد ديفيد في لندن)، المتحف الوطني في لندن.
- عشق المجوس (ديرور)، أوفيزي في فلورنسا.
- عشق المجوس (غيرتن توت سينت جانز)، متحف ريكز.
- دومينيكو غيرلاندايو، أوسبيال ديغلي إينوسشتي في فلورنسا.
- عشق الملوك (كوسارت)، المتحف الوطني في لندن.
- عشق المجوس (ليوناردو)، أوفيزي في فلورنسا.
- عشق المجوس (لوينزو موناكو)، في أوفيزي.
- عشق المجوس (دا فابريانو) في أوفيزي، في فلورنسا.
- عشق المجوس (مانتينيا)، في أوفيزي.
- مادونا والطفل (ماساتشو)، جيمالد جاليري في برلين.
- عشق المجوس (بيروجينو، بيروجيا)، غاليريا ناسيونال ديل رومبريا في بيروجيا.
- عشق المجوس (روبنز، ليون)، متحف الفنون الجميلة في ليون.
- عشق المجوس (روبينز، كامبريدج)، كنيسة كلية الملك في كامبريدج.
- عشق المجوس (روبنز انتورب)، المتحف الملكي للفنون الجميلة بأنتويرب.
- عشق المجوس (فيلازكويز)، متحف ديل برادو في مدريد.
- عشق المجوس (فيرونز)، المتحف الوطني في لندن.
- عشق المجوس (سكويرا)، المتحف الوطني للفن القديم في لشبونة.
- عشق المجوس (بساط الحائط المزخرف) لـ يمورس وشركائه مع إدورد بون جونز.